# Славка Ђурђевић-Ђуричић
Славка Ђурђевић Ђуричић (Рибаре, код Јагодине, 1. септембар 1914 — Јајинци, код Београда, 14. мај 1943), адвокатска приправница и учесница Народноослободилачке борбе.

## Биографија
Рођена је 1. септембра 1914. године у селу Рибаре, код Јагодине. Потицала је из трговачке породице. Отац јој се звао Ђурђе, а мајка Милева. Основну школу је завршила у родном селу, а потом је учила гимназију у Јагодини. Након укидања више јагодинске гимназије, 1930. године је прешла у Ћуприју, где је матурирала у тамошњој гимназији. Септембра 1933. године уписала је Правни факултет у Београду. Током студија се прикључила револуционарном студентском покрету, а нарочито је била ангажована у раду Удружења студената права и активна у Омладинској секцији Женског покрета.
Након завршених студија радила је као адвокатски приправник у Јагодини. Године 1935. је била примљена у чланство Савеза комунистичке омладине Југославије (СКОЈ), а убрзо је била примљена и у чланство Комунистичке партије Југославије (КПЈ). Због своје политичке активности била је хапшена и прогањана од полиције. Због говора одржаног на збору Удружене опозиције у Јагодини, пред локалне изборе 1936. године, била је ухапшена. Јуна 1937. године је била ухапшена у рацији заједно са њеним братом револуционаром Живојином Ђурђевићем и спроведена у Крагујевац, где је предата Државном суду за заштиту државе. Током истраге у Крагујевцу, услед тешких мучења од стране полиције, њен брат Живојин је извршио убиство.
После изласка из затвора вратила се у Јагодину, где је наставила са још интензивнијим радом, а нарочито од 1938. године. Радила је на организовању и повезивању партијских ћелија у Јагодини и околним местима; доношењу и растурању партијског материјала; помагала је штрајкача „Клефишове” фабрике, помагала је у раду синдикалних подружница и др. У библиотеци „Младих умних радника“ радила је као књижничар, а организовала је и предавања у оквиру Народног универзитета. Учествовала је на Конгресу напредне омладине у Софији, а 1938. године је посетила Француску, где је обишла логоре у којима су се налазили југословенски добровољци у Шпанском грађанском рату.
Године 1938. постала је члан Месног комитета КПЈ за Јагодину, а крајем 1940. године је постала и члан Среског комитета КПЈ за Јагодину. Године 1941. је била секретар једне од две месне партијске ћелије. Заједно са својим супругом Бошком Ђуричићем била је једна од најактивнијих чланова Комунистичке партије у Јагодини. У њиховој кући крајем марта 1940. године донета је одлука о штрајку ученика Учитељске школе, која је била једно од упоришта КПЈ у Јагодини. Овде је такође донета и одлука о организовању демонстрација 27. марта. Пред избијање рата ту је одржан састанак са око 30 омладинаца ради договора о држању у рату.
Након окупације Југославије, активно је радила на организовању Народноослободилачком покрету (НОП). Кад су јуна 1941. године, након напада Немачке на Совјетски Савез, отпочела масовна хапшења комуниста, Славка је као позната комунисткиња међу првима била ухапшена. Пошто је била пред порођајем стављена је у кућни притвор. Месец дана после порођаја, око 20. јула 1941. године, оставила је родитељима своју малу ћерку Тању и побегла у Ћуприју, где се крила у кући Динка Обрадовића, а онда је прешла у село Ореовицу, у Моравском срезу. Ту се повезала са месном партијском организацијом и радила је све док није откривена и ухапшена. Одведена је најпре у Пожаревац, затим у Јагодину, а одатле у Специјалну полицију у Београду.
Била је подвргнута свирепом мучењу, али се храбро држала. У логор на Бањици била је упућена је 20. јуна 1942. године. Стрељана је 14. маја 1943. године на стрелиштима у Јајинцима, код Београда. Била је стрељана у групи истакнутих-жена комуниста, међу којима су биле — Јелена Ћетковић, Дринка Павловић, Кристина Ковачевић, Лепосава Михаиловић и др.
У току Народноослободилачког рата, страдао је и њен супруг Бошко Ђуричић (1913—1942), који је погинуо 19. јула 1942. године у борби са усташама у селу Урије, код Бугојна. Налазио се на дужности итенданта Друге пролетерске ударне бригаде. Њено име данас носи јагодинска Економско-тргоговинска школа, као и једна улица у Јагодини.